# بناب (خمیر)
بناب یا بُنو، روستایی در دهستان رویدر بخش رویدر شهرستان خمیر در استان هرمزگان ایران است.
این روستا در فاصلهٔ ۵ کیلومتری شمال شهر رویدر واقع شده‌است.

## مردم و امکانات
مذهب مردم این روستا، شیعه دوازده‌امامی است و از نظر امکانات دارای دبستان، مدرسه راهنمایی، خانه بهداشت، حسینیه، مرکز مخابرات، پایگاه بسیج، کانون فرهنگی، مسجد و آب انبار «برکه» است.

## جمعیت
بر پایه سرشماری عمومی نفوس و مسکن در سال ۱۳۹۵، جمعیت این روستا برابر با ۴۹۳ نفر (۱۴۰ خانوار) بوده‌است.